# سيدي عياد (ميبلادن)
سيدي عياد هي إحدى مشيخات المملكة المغربية، تتبع جغرافيا لإقليم ميدلت وإداريًا لميبلادن. يقدر عدد سكانها بـ 952 نسمة حسب الإحصاء الرسمي للسكان والسكنى لسنة 2004.